# Tomas N'evergreen

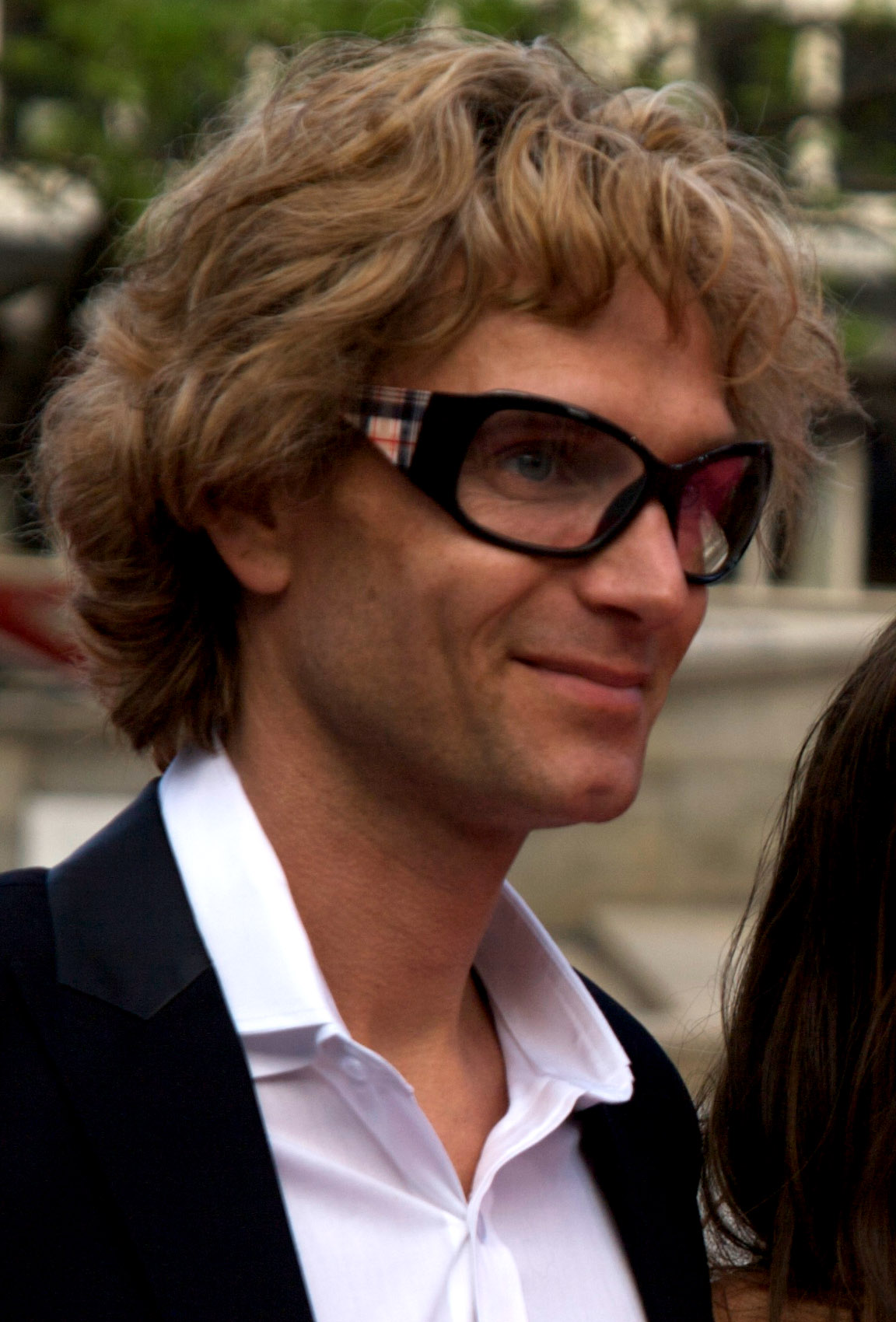
Tomas N'evergreen в Осло, 2010 рік

Tomas N'evergreen, справжнє ім'я Томас Крістіансен (нар. 12 листопада 1969, Орхус, Данія) — данський співак. Учасник від Данії на пісенному конкурсі Євробачення 2010 в Осло в дуеті зі співачкою Chanée із піснею «In a moment like this».

## Творча біографія
Проект N'evergreen початково створювався як дует, у якому окрім Томаса Крістіансена брав участь Якуб Йоханссон. Дебютний альбом через рекорд-лейбл надто затримувався і Якуб Йоханссон залишив гурт. На деякий час його замінив Пітер Стайнгард. Урешті-решт Томас залишився один і видав в Данії сингл «Since You've Been Gone» під псевдонімом Tomas Tomaz.
Ця пісня стала надзвичайно популярною в Росії та інших країнах СНД. Про це Томасові повідомив його брат, який випадково натрапив в інтернеті на інформацію про те, що «Since You've Been Gone» займає 14 місце в хіт-параді MTV Росія. З того часу Томас N'evergreen переїхав у Москву, де мешкає дотепер. Був одружений з солісткою гурту «А-Студіо» Поліною Гріффітс, проте пара розлучилася через зловживання Томом алкоголю.
У 2009 році Томас N'evergreen брав участь у відбірковому конкурсі Євробачення в Росії, але перемоги не здобув. У 2010 році він представляв на Євробаченні Данію і вийшов у фінал.